# Уэймут, Джордж
Джордж Уэймут (англ. George Weymouth (или Waymouth)) — английский мореплаватель, один из пионеров поисков северного пути из Англии в Китай и первых исследователей восточного континентального побережья Северной Америки, которое в настоящее время входит в состав штата Мэн, США.

## Плавания

### 1602
В 1601 году Джордж Уэймут обратился с письмом в Английскую Ост-Индскую компанию, которую попросил профинансировать его экспедицию по поиску нового морского пути в Китай (Катай) через неизвестный тогда Северо-Западный проход. Общество, основанное за год до этого и заинтересованное в поисках новых безопасных (по сравнению с путём мимо мыса Доброй Надежды) маршрутов в Азию, поддержало начинание и 2 мая 1602 года Уэймут на двух кораблях — 70-тонном «Discovery» и 60-тонном «Godspeed», снаряжённых на 18 месяцев пути, отплыл из Лондона с экипажем в 35 человек. С собой у Уэймута была рукопись от королевы Елизаветы I императору Китая, переведённая на латынь, испанский и итальянский языки (в настоящее время хранится в архиве графства Ланкашир).
18 июня суда миновали южную оконечность Гренландии и, продолжая продвигаться к западу, 28 июня Уэймут высадился на Баффиновой земле на 62° 30' СШ. Пройдя к югу до 60° Уэймут отметил два возможных пути, ведущих в Северо-западный проход, ранее описанных Джоном Дейвисом — пролив (позднее, залив) Фробишера и Гудзонов пролив, но не предпринял попыток их исследования из-за плотного тумана, многочисленных айсбергов и сильного течения, отмеченного ещё Дейвисом. Вновь взяв курс на север, корабли Уэймута 8 июля достигли 63°53' СШ, оказавшись в видимости Баффиновой земли. Однако протянувшийся на много миль от берега прибрежный лёд мешал к нему подойти. Ко всеобщему недовольству экипажа Уэймут решил продвигаться дальше на север, пока 19 июля, несколько севернее широты 68°53', не был заперт в своей каюте взбунтовавшимся экипажем, который развернул суда к югу. На следующий день мятежники описали и передали Уэймуту на бумаге причины мятежа, в числе которых единогласно выражалось мнение о неготовности проведения зимовки в высоких широтах. Экипаж был готов вернуть командование капитану и даже понести наказание, но только при условии поворота к югу.
26 июля оба судна достигли 61° градуса северной широты — входа в Гудзонов пролив, и прошли по нему юго-западным курсом «100 лиг», после чего легли на обратный курс, и, пройдя вдоль берегов Лабрадора до 55°, 20 августа повернули домой. 5 сентября суда Уэймута благополучно достигли английских берегов.

### 1605
Своё второе путешествие к берегам Америки Уэймут совершил в 1605 году. Инициаторами экспедиции выступили английские идеологи колонизации Нового Света Томас Эранделл и Фердинандо Горджес. 5 марта 1605 года с командой из 28 человек Уэймут на корабле «Архангел» вышел из Англии. 11 мая он благополучно достиг мыса Кейп-Код, от которого взял курс на север и 17 мая достиг острова Монхеган в заливе Мэн.
В течение лета (точные сроки неизвестны) экспедиция исследовала близлежащие острова и участок побережья залива Мэн, включая устье реки Сейнт-Джордж (которое Уэймут отметил как возможное место для организации колонии). Впоследствии многие исследователи считали, что описанная автором отчёта о плавании Джеймсом Розье река это Кеннебек, или даже Пенобскот.
Во время экспедиции Уэймут взял в плен пятерых индейцев — Ассакумета, Nahanada, Skitwarroes и Tisquantum (имя пятого неизвестно, с именем последнего некоторые из исследователей связывают ставшего со временем известным Сквонто). В конце 1605 года экспедиция Уэймута благополучно вернулась в Англию. Трое из пяти индейцев были подарены Уэймутом спонсору экспедиции — Фердинандо Горджесу, который позже с экспедицией Джона Смита вернул их на историческую родину.
О последующих годах жизни мореплавателя сведений не сохранилось. 27 октября 1607 года король Англии Яков I даровал ему постоянное денежное пособие, последнее упоминание состоит в том, что оно было выплачено на Пасху 1612 года.
Именем Уэймута назван вид сосны, изначально широко распространённой только в Северной Америке, а после культивации прижившейся за её пределами.